# Еріх Кемпка
Еріх Кемпка (нім. Erich Kempka, 16 вересня 1910, Обергаузен — 24 грудня 1975, Фрайберг-ам-Неккар) — оберштурмбаннфюрер СС, особистий шофер Адольфа Гітлера (1932-1945).

## Біографія
Народився в польській родині шахтаря, яка мала 10 дітей. Закінчив восьмирічну школу, потім навчався на електротехніка. Закінчивши училище в 1928 році, вступив механіком у фірму DKW, де працював до 31 березня 1930 року.
1 квітня 1930 року вступив у НСДАП (партійний квиток №225 639) та СС (№2 803) і став працювати шофером у гауляйтера Ессена Йозефа Тербофена. 29 лютого 1932 року зарахований в охорону Гітлера і призначений другим шофером Гітлера, який при необхідності замінював основного шофера Юліуса Шрека. Після смерті Шрека в 1936 році зайняв його місце, одночасно ставши начальником гаража (в 1945 році гараж налічував до 40 одиниць рухомого складу, які обслуговували близько 60 водіїв і механіків). 1 грудня 1937 року вступив у товариство Лебенсборн.
У жовтні 1944 року під тиском з боку Гітлера і Бормана розлучився з дружиною, яку в оточенні Гітлера недолюблювали за особисті якості і гострий язик. Мотивом для розлучення Гітлер і Борман обрали сумніви в джерелах доходу дружини Кемпки до одруження, звинувативши Кемпку в короткозорості. Розлучення було організоване Борманом, що стало відомо згодом з його листів до дружини. Кемпка зняв колишній дружині квартиру на Курфюрстендамм, продовжуючи підтримувати стосунки. Сам він жив у районі, де біля входу в бункер рейхсканцелярії розташовувалися гаражі та автомайстерні.
Завдяки своїй близькості до Гітлера став свідком і учасником багатьох історичних подій того часу (зокрема, брав участь в арешті Ернста Рема). У квітні 1945 року був одним з тих, хто відповідав за спалення трупів Гітлера і Єви Браун. Кемпці було доручено виділити для цього 200 літрів бензину, але в наявності було всього 160-180 літрів. Щоб заповнити нестачу, він наказав своїм працівникам злити бензин з несправних машин, пошкоджених у ході бойових дій.
На початку травня 1945 року Кемпке вдалося пробратися з Берліна в Берхтесгаден, де 18 червня (за іншими даними — 20) він був заарештований американськими солдатами. До жовтня 1947 року утримувався в таборах. Після звільнення жив у Мюнхені, а згодом переїхав у Фрайберг-на-Неккарі.

## Мемуари
У 1950 році мюнхенське видавництво «Kyrburg Verlag» випустило спогади Кемпки під назвою «Я спалив Адольфа Гітлера». У цій книзі він доступно розповідає про 13 років роботи шофером Гітлера — аж до останніх днів війни, проведених у бункері фюрера, також докладно описуючи спалення трупів подружньої пари Гітлерів на початку другої половини дня 30 квітня 1945 року. У мемуарах, так само, як і в свідченнях на Нюрнберзькому процесі, Кемпка заявив, що Мартін Борман загинув, коли танк, у якому він перебував, вибухнув після попадання снаряда.
У 1975 році книга була перевидана видавництвом НДПН «Deutschen Verlagsgesellschaft» під назвою «Останні дні Адольфа Гітлера». Правоекстремістський публіцист Еріх Керн переробив видання, додавши глави, які не пов'язані з вихідним текстом і не належать Кемпці. Те ж саме він проробив і з третім виданням 1991 року, унаслідок чого обсяг книги збільшився втричі (324 сторінки в порівнянні з 96 сторінками видання 1950 року). Проте Кемпка так і значиться єдиним автором книги.

## Висловлювання
Після війни, характеризуючи деяких нацистських бонз, Кемпка не соромився у виразах. Так, в інтерв'ю американському письменнику Джеймсу П. О'Доннеллу він оцінив Германа Фегелейна як «думаючого голівкою», а про Магду Геббельс сказав, що «коли вона перебувала поруч з фюрером, можна було почути, як вібрують її яєчники».

## Образ Кемпки в кіно
В американському фільмі «Бункер» 1981 року роль Кемпки виконав актор Роберт Грендж, а в німецькому фільмі «Бункер» 2004 року — Юрген Тонкель.

## Звання
- Унтерштурмфюрер СС (2 травня 1934)
- Оберштурмфюрер СС (1 липня 1934)
- Гауптштурмфюрер СС (15 вересня 1935)
- Штурмбаннфюрер СС (20 квітня 1936)
- Оберштурмбаннфюрер СС

## Нагороди
- Золотий партійний знак НСДАП
- Почесний кут старих бійців
- Медаль «За вислугу років в НСДАП» в бронзі та сріблі (15 років)
- Медаль «За вислугу років у СС» 4-го, 3-го і 2-го ступеня (12 років)
- Почесна шпага рейхсфюрера СС
- Почесний кинджал СС
- Кільце «Мертва голова»
- Лицарський хрест ордена «За військові заслуги» (Болгарія) (4 червня 1941)